# Grandle

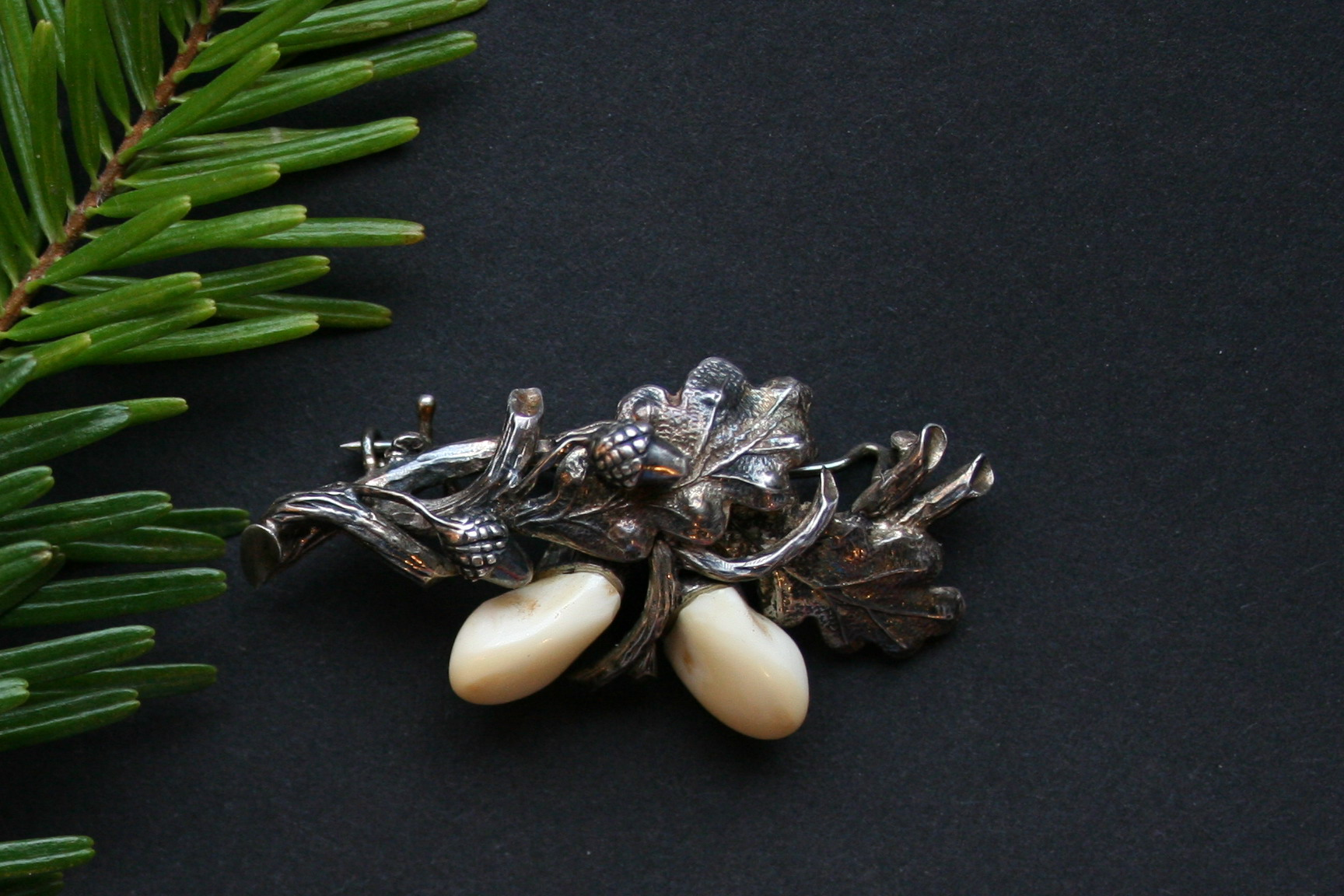
Grandle oprawione w srebrze.

Grandle – niekiedy nazywane hakami, są to szczątkowe kły ze szczęki jeleniowatych (byka lub łani). Wypreparowywane służą do wyrobu biżuterii. Brązowa inkrustacja solami mineralnymi narasta z wiekiem zwierzęcia.

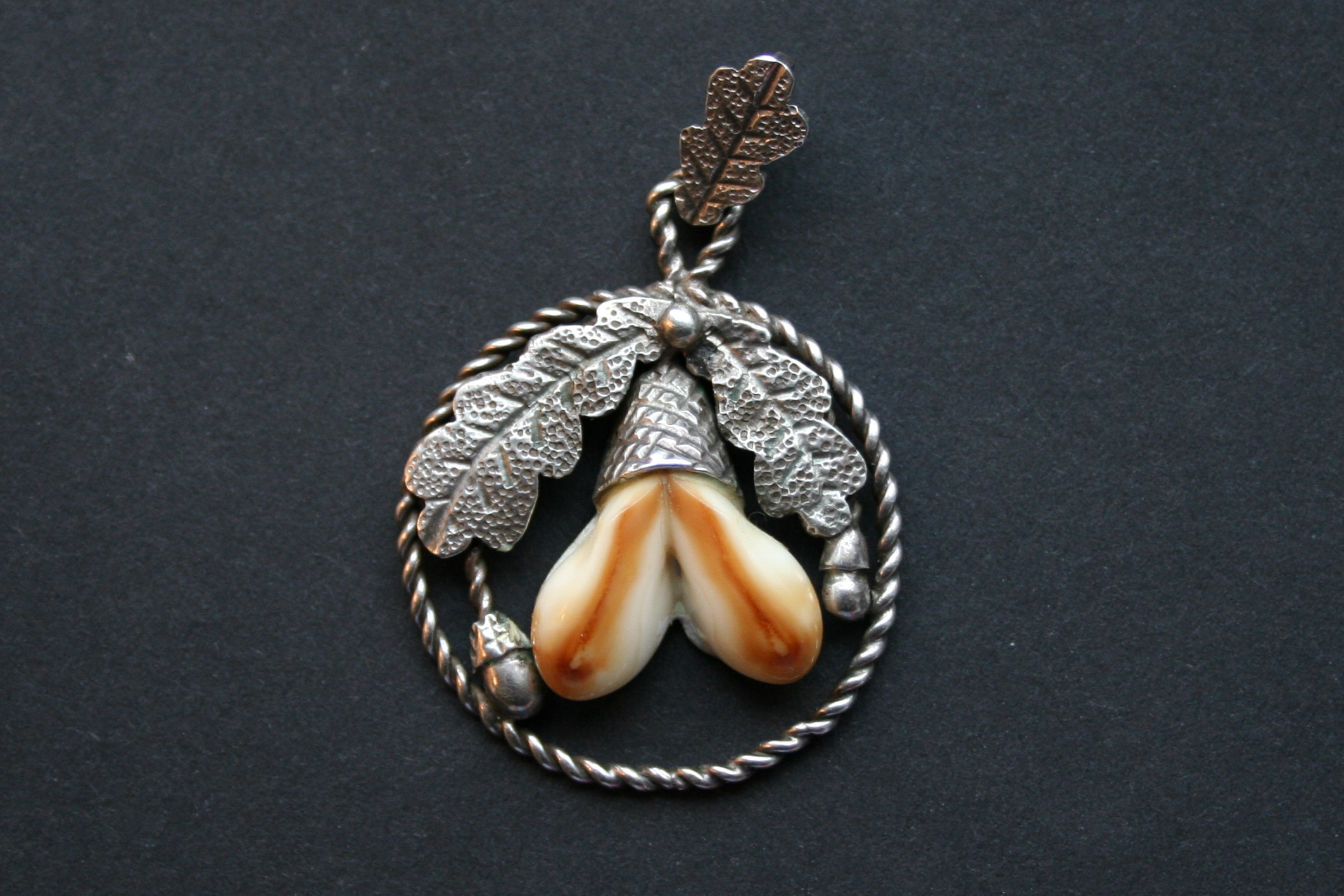